# Пьер Беранже де Нарбонн
Пьер Беранже де Нарбонн (фр. Pierre Bérenger de Narbonne; умер после 13 марта 1090) — епископ Родеза (1053—1079), архиепископ и виконт Нарбонна (1079—1085/1086).
Младший сын виконта Нарбонна Беранже (ум. 1067) и его жены Гарсинды де Безалю.
С детства выбрал духовную карьеру. Был монахом в Конке, в 1051 или 1053 году избран епископом Родеза (по некоторым сведениям, с помощью подкупа).
Участник Тулузского собора 1056 года.
После смерти отца (1067) наравне с братьями получил в наследство часть виконтства Нарбонна. Старший брат, Раймон II, вскоре был отстранён от власти, средний брат Бернар через несколько лет умер, оставив наследником малолетнего сына Эмери. Пьер Беранже стал его опекуном и объявил себя виконтом Нарбонна.
В 1079 году после смерти архиепископа Нарбонна Гифреда де Сердань провозгласил себя его преемником. Папа римский Григорий VI объявил Пьера Беранже узурпатором, но тот продолжал исполнять обязанности архиепископа и получать соответствующие доходы до 1085 или 1086 года.
После этой последней даты он уже не упоминается в документах ни как архиепископ, ни как виконт.
Пьер Беранже в 1085/86 году удалился в монастырь Сен-Антонин, затем Муассак. Он умер после 13 марта 1090 года.